# Gilma el Viejo
Gilma el Viejo es un despoblado español situado en el término municipal de Nacimiento, en la provincia de Almería. Dista 15 kilómetros de la cabecera municipal. Pueblo de raíces almohades, se cree que su origen se sitúa en el siglo IX. Apenas a 300 metros al sur se encuentra Gilma.

## Historia
Diversas fuentes citan un origen árabe del despoblado, aunque otras lo sitúan mucho más cerca en el tiempo.
La economía del asentamiento se basaba en la agricultura de olivos, almendros y frutales, así como en la ganadería aviar, porcina y cunicular. 
El pueblo fue abandonado durante el siglo XIX, debido a los daños provocados por un corrimiento de tierra posterior a un terremoto. Hacia 1896 ya constaba en cartografía como ruinas.

## Urbanismo
Entre las ruinas de Gilma el Viejo todavía se pueden identificar restos de lo que unos dicen fue la mezquita y otros la iglesia, las eras y un molino de harina. Se pueden contar una venitena de edificios, todos en ruinas.